# Broni
Broni é uma comuna italiana da região da Lombardia, província de Pavia, com cerca de 9.347 habitantes. Estende-se por uma área de 20 km², tendo uma densidade populacional de 467 hab/km². Faz fronteira com Albaredo Arnaboldi, Barbianello, Campospinoso, Canneto Pavese, Cigognola, Pietra de' Giorgi, Redavalle, San Cipriano Po, Stradella.

## Demografia
| Variação demográfica do município entre 1861 e 2011                               |
|                                                                                   |
| Fonte: Istituto Nazionale di Statistica (ISTAT) - Elaboração gráfica da Wikipedia |